# Pénurie de composants électroniques de 2020-2023

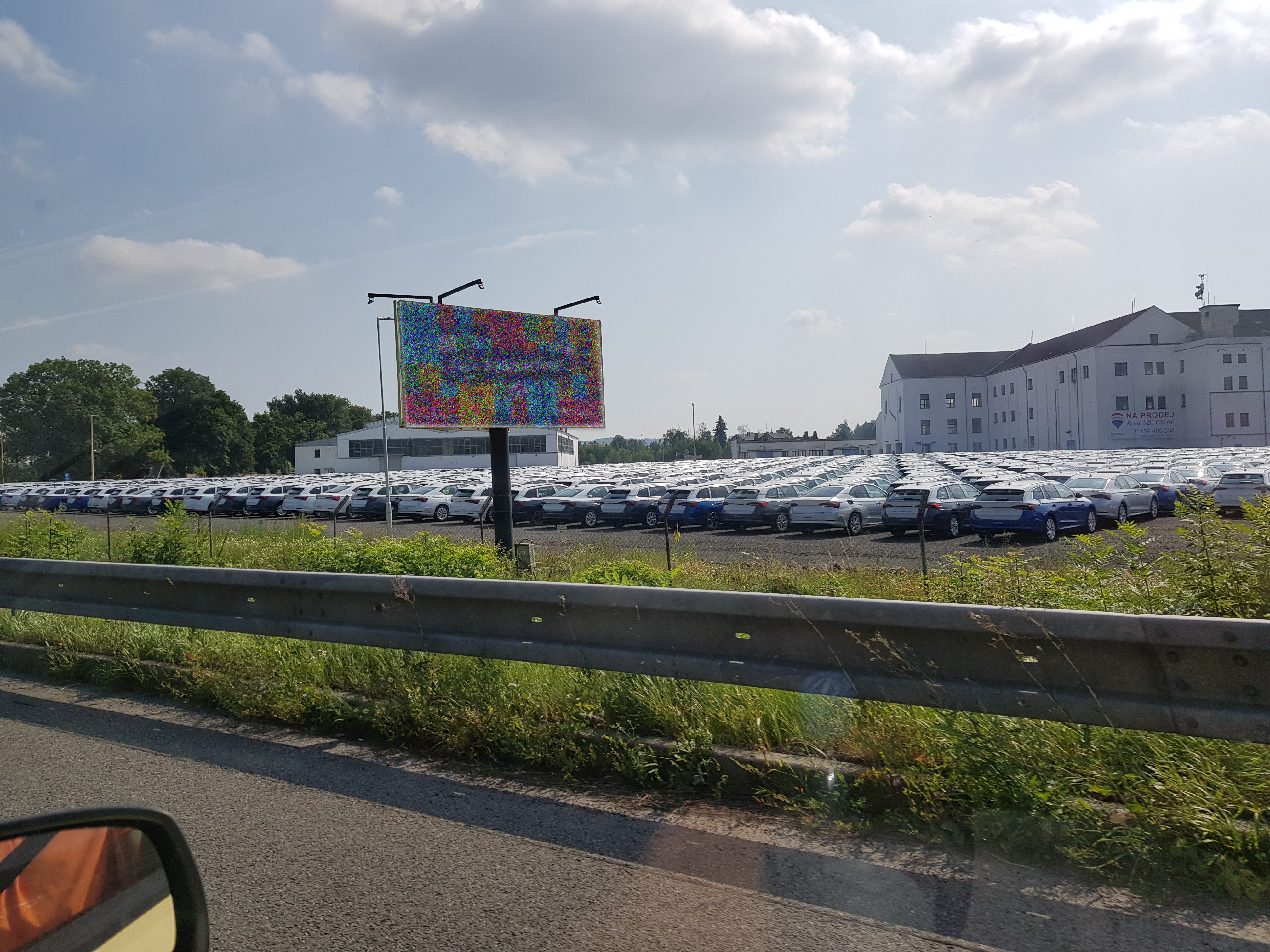
Aire de stockage remplie de voitures inachevées en raison de la pénurie mondiale de puces (2020)

La pénurie de composants électroniques, également connue sous le nom de crise des composants électroniques, crise des composants ou crise des semi-conducteurs, est une crise industrielle en cours qui a débuté durant l'année 2020. Elle touche 169 industries à travers le monde. La demande de circuits intégrés étant supérieure à l'offre, beaucoup de produits tels que des voitures, cartes graphiques, consoles de jeux ou appareils électriques deviennent indisponibles à la vente ou avec du retard notable.

## Causes
Bien que la pandémie de Covid-19 ait joué un rôle clé dans la pénurie, ses causes en sont multiples.

### Pandémie de Covid-19
Les confinements mis en place durant la pandémie de Covid-19 ont provoqué une hausse des ventes d'ordinateurs, d'écrans et de webcams tout en ralentissant la production. Au quatrième trimestre 2020, les ventes d'ordinateurs ont augmenté de 26,1% par rapport à l'année précédente.

### Guerre commerciale entre les États-Unis et la Chine
En 2020, le gouvernement des États-Unis instaure des restrictions envers Semiconductor Manufacturing International Corporation, le plus grand fabriquant chinois de circuits intégrés. Pour pouvoir acheter des composants, beaucoup d'entreprises américaines se rabattent alors sur Taiwan Semiconductor Manufacturing Company et Samsung qui produisaient déjà au maximum de leur capacité.

### Sécheresse à Taïwan
Le 13 avril 2021, Taïwan connaît une sécheresse historique, jamais vue depuis plus de 50 ans, qui affecte la production de circuits intégrés.
Sur les trois premiers mois de l'année, les précipitations sont inférieures à 40% de la moyenne, or en été, la saison des typhons fournit à Taïwan la majeure partie de ses réserves en eau.
Pour fonctionner correctement, les usines de Taiwan Semiconductor Manufacturing Company qui fournissent plus de 90% des puces électroniques du marché taïwanais ont besoin de 156 000 tonnes d'eau par jour, plus de 10% de la production des réservoirs locaux, or cette sécheresse a déjà épuisé toutes les réserves d'eau du pays.
Pour pallier en partie cette sécheresse, l’État taïwanais a construit une unité de dessalement à Hsinchu mais cette unité ne pallie pas la sécheresse, l'État Taïwanais est obligé d'interdire l'arrosage des cultures, qui touche près de 75 000 hectares, soit un cinquième des terres irrigables.

### Tempête Uri au Texas
En février 2021, La tempête Uri qui a frappé le Texas dont les entreprises NXP Semiconductors, Infineon Technologies et Samsung Electronics. Ces entreprises ont dû fermer en raison de coupures de courant pendant les tempêtes de neige. Elles sont d'importants fournisseur pour les constructeurs automobiles et les fabricants de téléphones portables, concernant NXP Semiconductors, l'entreprise dit avoir suspendu l’activité de ses deux sites situés à Austin, la capitale du Texas.
L’entreprise explique avoir été obligée de prendre cette décision après la suspension du service par les fournisseurs d’électricité et de gaz naturel. Des températures glaciales et de fortes tempêtes de neige ont mis à mal le réseau de distribution énergétique du Texas, des millions d’habitants se retrouvant sans courant pendant parfois plus de 48 heures.

### Crise énergétique en Chine
De juin 2021 à septembre 2021: La Chine connait une crise énergétique sans précédent ce qui la contraint à mettre en pause une partie de ses usines. L’envolée des prix du charbon et la météo à l’été 2021 ont rendu la situation très difficile dans le pays: la demande en climatisation a été beaucoup plus importante que prévu, et la production des barrages hydroélectriques moindre.
Afin de lutter contre le changement climatique, la Chine a, qui plus est, fixé des objectifs de réduction d’émissions à ses régions et tancé, cet été, celles qui n’étaient pas dans les clous. Pour corriger le tir, certaines régions ont donc mis en place de nouvelles restrictions.
Résultat, la Chine n’a, en cette période, pas assez d’électricité pour répondre aux besoins des particuliers et des entreprises. Dans certaines régions, la climatisation est restreinte, tout comme les horaires des centres commerciaux et l’éclairage public, et de nombreuses industries (aciéries, usines textiles, etc.) tournent au ralenti.

### Incendie au Japon
En mars 2021, l’incendie qui a touché la plus grande usine de puces de Renesas Electronics au Japon détruit deux fois plus d’équipements de production qu’estimé au départ. Le fabricant japonais de semi-conducteurs, l’un des trois plus grands fournisseurs de l’automobile, n’entrevoit pas une reprise de ses livraisons avant deux ou trois mois. Une enquête plus poussée menée par l’entreprise avec des équipementiers conclut à la destruction de 23 équipements de production par le feu, et non 11 comme annoncé le 21 mars 2021 après une première investigation.
Renesas Electronics prévoit de commander seulement 11 équipements dans le courant du mois d'avril 2021 avec l’espoir de reprendre la production partielle dans un mois. Mais elle n’entrevoit pas la reprise de ses livraisons avant deux ou trois mois, selon l’endroit où se trouvent les lots en cours de fabrication lors de l’incendie.

### Obstruction du canal de Suez
Le 23 mars 2021, le porte-conteneurs Ever Given s'est échoué à la marque de 151 km du canal de Suez en Égypte. Le chaos causé par le cargo, et la fermeture temporaire de certains ports (notamment l’immense port de Yantian en Chine) ont ajouté aux difficultés, dans l’acheminement des produits.
Et depuis le début de la pandémie, le prix du transport de marchandises a explosé. Le tarif à débourser pour louer un conteneur de 40 pieds a ainsi augmenté de 650%.

### Incendie en Allemagne
Le 3 janvier 2022, un incendie a frappé l'entreprise néerlandaise ASML (Advanced Semiconductor Materials Lithography) dans son usine de production en Allemagne. Le site berlinois est consacré à la production de composants pour les systèmes de lithographie, notamment des tables et des pinces pour plaquettes, des mandrins à réticule et des blocs miroir.
Le feu a été maitrisé et qu’il n’y a eu aucune victime néanmoins l'incendie qui a eu lieu dans cette entreprise très stratégique a un impact sur la pénurie de composants électroniques déjà très présente dans le monde entier.

### Minage de cryptomonnaie
L'augmentation du nombre de mineurs de cryptomonnaie rend l'acquisition de cartes graphiques récentes presque impossible.

### Guerre en Ukraine
L'invasion de l'Ukraine par la Russie décrétée le 24 février 2022 risque d'avoir un impact additionnel sur la pénurie de semiconducteur qui frappe le monde entier.

#### Production de néon
L'Ukraine est un important producteur de néon. La firme Cryoin Engineering Ltd. basée à Odessa fournit ainsi plus de 90% du néon américain de qualité semi-conductrice, et fournit aujourd'hui près de 70% de la demande mondiale. Ce gaz est un composant essentiel pour les lasers utilisés dans la fabrication de puces. L'invasion de la Russie a poussé la firme à stopper la production de la substance.
L'entreprise Cryoin Engineering Ltd. dispose de suffisamment de gaz brut venu pour l'essentiel de Russie pour maintenir la production jusqu'à la fin du mois de mars 2022. Si le conflit s'étend au delà de cette date butoir, la firme devra se tourner vers d'autres producteurs de gaz en Ukraine ou d'autres pays. En ce qui concerne l'industrie des semi-conducteurs, trouver d’autres fournisseurs en dehors de l’Ukraine sera difficile car le néon doit être raffiné à une pureté de 99,99%. Pour ce faire il n'existe que très peu d'usines capable d'accomplir une telle prouesse.
D'autres pays ont des ressources, mais la capacité à raffiner reste une compétence très particulière et rare.
Si l’occupation de l’Ukraine par la Russie dure tout 2022 et jusqu’en 2023, l’impact sur le prix du néon et d’autres matières premières ne peut que provoquer une inflation importante des prix et de longs délais. À long terme, si l’Ukraine n’est pas en mesure de fournir du gaz néon, cela pourrait augmenter les délais et les coûts de livraison des micro-puces à plus de 52 semaines.

#### Production du palladium
La Russie fournit à ce jour environ 35% de l’approvisionnement américain en palladium, un métal rare utilisé pour la fabrication des semi-conducteurs, il est fort probable que les restrictions et les mesures prises sur la Russie affectent ce commerce. La production des autres pays en palladium ne suffira probablement pas à couvrir tout le marché.

#### Répercussion sur les marchés
Le prix du pétrole : le pétrole a atteint une location de 130 $/baril début mars 2022 contre 80$/baril début janvier 2022. Utilisé dans la fabrication industrielle et notamment des semi-conducteurs tout comme l’électricité, son augmentation aura un impact sur la fabrication des puces.
Le prix des métaux subit lui aussi une augmentation, par exemple le nickel a doublé au cours des 9 premiers jours de mars et s'est négocié en suspension sur le London Metal Exchange.
Les frais d'expédition pourraient augmenter jusqu'à 25 %, selon la durée de la guerre en Ukraine.
La crise ukrainienne nuit aux opérations de fret aérien, susceptible de prolonger la pénurie de composants électroniques pour la production de semi-conducteurs – selon PERTS, les taux de fret aérien entre les États-Unis, l'Europe et l'Asie de l'Est vont augmenter d'environ 30 à 50 % d'ici la fin du mois de mars 2022 par rapport à février 2022.

#### Stock mondial
Malgré cette crise, « bien que l’impact des nouvelles sanctions sur la Russie puisse être important, la Russie n’est pas un consommateur direct important de semi-conducteurs, représentant moins de 0,1% des achats mondiaux de puces », a déclaré John Neuffer, PDG de SIA, dans un communiqué.
De plus les différentes industries restent confiantes et unanimes sur le fait que si le conflit ne dure pas dans le temps, les stocks de matières premières utiles seront suffisants pour maintenir la demande mondiale. L’industrie des semi-conducteurs dispose d’un ensemble diversifié de fournisseurs de matériaux et de gaz clés et pourrait pouvoir palier temporairement à la pénurie.
Enfin, concernant l'Europe, Bruxelles a décidé de débloquer 43 milliards d'euros sur 8 ans pour multiplier par quatre la production de semi-conducteurs en Europe.

## Hausse des ventes des semi-conducteurs
L’industrie mondiale des semi-conducteurs a généré des ventes de 50,7 milliards de dollars en janvier 2022, en hausse de 26,8% contre 40 milliards de dollars en janvier 2021.
Les ventes européennes de semi-conducteurs ont atteint 4,443 milliards de dollars en janvier 2022, soit une augmentation de 28,7% par rapport au même mois il y a un an, rapporte l’Association européenne de l’industrie des semi-conducteurs (ESIA).
La croissance soutenue du marché européen s’est réalisée en particulier dans les domaines des capteurs discrets (+5,9%), des appareils analogiques (+4,6%) et des mémoires (+4,6%).
Ces chiffres peuvent s’expliquer par 2 facteurs :
- Le premier, la pandémie de Covid-19. Celle-ci a forcé l’industrie à des arrêts dus aux confinements, et aux ralentissements de la consommation de la majorité de produits grands publics. Le redémarrage des industries étant long et conséquent, les chaines d’approvisionnements de toutes les terres rares et matériaux pour la fabrication des semi-conducteurs ont demandé du temps pour que la production reprenne ;
- Le deuxième, la recrudescence de la consommation. Avec l’arrivée des vaccins, la compréhension du virus et la diminution de la virulence des différents variants, la croissance mondiale est repartie à la hausse, mais l’industrie ayant pris du retard, ne parvient pas à le rattraper.

## Délai de production des semi-conducteurs
Les temps d'attente pour les livraisons de puces augmentent alors que les pénuries persistent - les délais ont augmenté de trois jours à 26,2 semaines en février 2022. Les délais de livraison des microcontrôleurs ont atteint un maximum de 35,7 semaines en février 2022.
Les dirigeants de l’industrie des puces ont averti que certains utilisateurs de puces ne seront pas en mesure d’obtenir tout ce dont ils ont besoin avant 2023.
Les délais de production pour presque toutes les catégories de type de composants ont atteint des sommets historiques, les composants traitant de la gestion de l’alimentation et les microcontrôleurs sont en tête de liste des composants dont les délais de production sont les plus longs.
Dans le passé, l’allongement des délais a été suivi de périodes douloureuses de surabondance. Les clients peuvent essayer d’acheter plus que ce dont ils ont besoin maintenant dans le but de s’assurer qu’ils obtiennent des puces et annuleront plus tard les demandes, ce que l’industrie appelle la double commande. Après la pénurie, l'excédent de production sera certainement la prochaine crise à laquelle la production de semi-conducteurs devra faire face.

## Augmentation des prix des semi-conducteurs
Aux États-Unis, l’administration de Joe Biden déclare que la pénurie mondiale de puces s'étendra jusqu'au second semestre de l’année 2022 aux États-Unis.
Bien que l'industrie aura toujours un rapport d’offre et de demande en montagnes russes, l’explosion actuelle de la demande pourrait durer jusqu'en 2025.
L'administration Biden enquêtera également sur les prix abusifs potentiels pour certains types de semi-conducteurs qui ont connu des « prix inhabituellement élevés » pendant la crise de l'offre, selon le rapport du Commerce. Ce sont les courtiers, en particulier dans les secteurs de l'automobile et des dispositifs médicaux, qui semblent facturer ces prix plus élevés.
De nombreux composants électroniques sont vendus par l'intermédiaire de distributeurs tiers tels qu'Avnet Inc. ou Arrow Electronics Inc. qui ont traditionnellement agi en tant qu'intermédiaires entre les fabricants d'électronique et les fabricants de semi-conducteurs.
Certaines entreprises, telles que Texas Instruments Inc., modifient ce modèle et forgent des relations plus directes avec les acheteurs de puces.
Les semi-conducteurs vont augmenter de prix au fur et à mesure que la demande augmente et que la pénurie continue.
Les fonderies ont augmenté leurs prix de 10 % à 20 % au cours de l’année 2021 en raison du coût de l’augmentation de la matière première. Les produits chimiques utilisés dans la fabrication de semi-conducteurs ont augmenté de 10 % à 20 %, de même, la main-d’œuvre nécessaire a également connu des pénuries ainsi qu’une augmentation des salaires.
Les prix de l’énergie sont également en cause, notamment l’électricité. La fabrication de puces nécessite une énorme quantité d’énergie électrique.
L’augmentation des prix des puces ajoutera du stress à tous les clients en aval qui devront soit répercuter ces augmentations de prix sur leurs clients, ce qui sera difficile dans l’environnement actuel, soit accepter une rentabilité plus faible.
Les prix de vente moyens des puces semi-conductrices, telles que les microcontrôleurs, les circuits intégrés logiques (CI) à usage général et une grande variété de semi-conducteurs spécifiques à une application, ont augmenté de 15 % ou plus en 2021. Cette augmentation risque de continuer en 2022 et tant que la pénurie perdure.
Les marges qui sont déjà serrées sur certains produits, seront ceux pour lesquels les prix augmenteront le plus rapidement, comme les PC, les voitures, les jouets, l’électronique grand public, les appareils électroménagers et de nombreux autres produits.

## Industries touchées

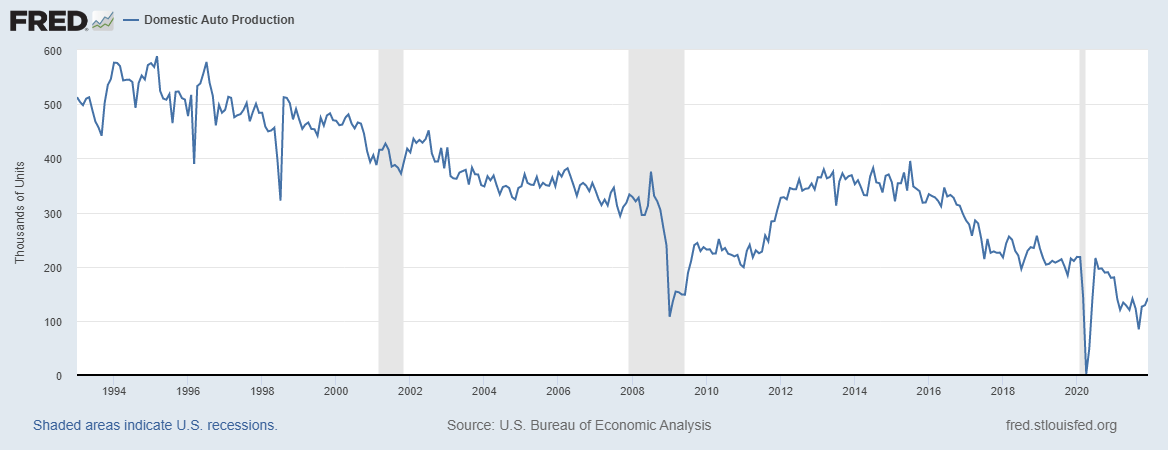
Production de voitures aux États-Unis de 1993 à 2021.

### Automobiles
La pénurie empêche les constructeurs automobiles de terminer les véhicules en cours de fabrication, provoquant une hausse des prix. En 2021, General Motors annonce la suppression de certaines fonctionnalités sur ses nouveaux modèles afin de pouvoir les livrer.

### Cartes graphiques
En 2020, Nvidia sort une nouvelle série de cartes GeForce. Celles-ci deviennent immédiatement en rupture de stock à travers le monde, provoquant parfois des tensions entre les acheteurs ainsi qu'une augmentation des prix et des ventes au marché noir.

### Consoles de jeux vidéo
En 2021, Sony annonce que les ruptures de stock de la PlayStation 5, sortie durant la pandémie, continueront au moins jusqu'en 2022. De son côté Phil Spencer, le dirigeant de Xbox Game Studios, annonce en septembre 2021 que les problèmes d'approvisionnement de consoles Xbox Series X se poursuivront également jusqu'en 2022. En revanche les Xbox Series S et les PS5 Digital Edition se trouvent plus facilement.

## Investissements financier public et privé prévus

### AMD
Le fabricant de puces GlobalFoundries a été séparé d’AMD en 2009 et s’est rapidement développé avec l’acquisition de Chartered Semiconductor et de la plupart des activités de fabrication d’IBM en 2015.
Avec l’essor des secteurs du mobile, de l’IoT, de la défense et de l’automobile, GlobalFoundries a déclaré qu’elle réduirait les usines moins rentables et abandonnerait les puces 7nm et 10nm de pointe.
Pour les produits de moins de 12 nm, AMD utilise la fonderie concurrente Taiwan Semiconductor Manufacturing Co.
Cependant, avec la pénurie de puces en cours limitant l’approvisionnement en fonderie, AMD se tournera vers Samsung Electronics pour la fabrication de puces 3nm.
Entre-temps, AMD achètera 2,1 milliards de dollars de plaquettes à GlobalFoundries jusqu’en 2025.

### Infineon
En Septembre 2021, Infineon Technologies ouvre une usine de puces de haute technologie pour l’électronique de puissance sur des plaquettes minces de 300 millimètres. Cet investissement de 1,6 milliard d’euros intervient dans un contexte de forte demande pour la microélectronique.
En février 2022, l’entreprise investira 700 millions de dollars pour agrandir son campus de fabrication de semi-conducteurs à Austin, au Texas, pour la fabrication de puces.
Dans le même temps, Infineon Technologies annonce un investissement de 2 milliards d’euros pour étendre la production de la nouvelle usine front-end à Kulim, en Malaisie, ajoutant d’importantes capacités de fabrication dans les semi-conducteurs.
En avril 2022, Infineon Technologies a annoncé qu’elle achetait des biens immobiliers au groupe Unisem pour étendre ses activités existantes d’emballage et de test en Indonésie et se concentrer davantage sur l’assemblage et les tests de produits automobiles ; Le rapport souligne que la nouvelle usine sera proche de la base de production existante d’Infineon à Batam, en Indonésie, et devrait commencer la production en 2024, ce qui doublera la production d’Infineon à Batam.

### Intel
En décembre 2021, l’entreprise Intel a annoncé l’investissement de 7,10 milliards de dollars pour construire une nouvelle usine d’emballage et de test de puces en Malaisie, à la suite de la pénurie mondiale de semi-conducteurs. Cette construction va créer plus de 4 000 emplois Intel et plus de 5 000 emplois dans la construction dans le pays. La nouvelle usine d’emballage avancée en Malaisie devrait commencer la production en 2024.
En janvier 2022, Intel va investir au moins 20 milliards de dollars dans de nouvelles usines de puces dans l’Ohio pour renforcer sa production.
En février 2022, Intel va acquérir Tower Semiconductor pour 5,4 milliards de dollars, ce qui stimulera l’activité de fonderie et permettra à Intel de devenir un fournisseur majeur de capacité de fonderie à l’échelle mondiale. La transaction devrait être conclue dans environ 12 mois et a été approuvée à l’unanimité par les conseils d’administration d’Intel et de Tower.
En mars 2022, Intel prévoit une dépense de 36 milliards de dollars dans six pays européens. Les dépenses seront les suivantes :
- En Allemagne, à Magdebourg, il est prévu la construction d’une usine de puces pour 17 milliards d’euros (18,6 milliards de dollars) ;
- En France, il est prévu l’installation d’une unité R&D ;
- En Italie, il est prévu la construction une usine d’assemblage et d’emballage de puces pour 4,93 milliards de dollars ;
- En Irlande, Intel prévoit de doubler sa fabrique de puces existante avec une expansion de 13,14 milliards de dollars ;
- En Pologne, Intel étendra sa présence dans les laboratoires ;
- En Espagne, Intel lancera un laboratoire commun avec le Barcelona Supercomputing Center pour explorer le « calcul zettascale ».

### Micron
En octobre 2021, Micron annonce plus de 150 milliards de dollars d’investissements mondiaux dans la fabrication et la R&D pour répondre à la demande de composants de mémoire de l’ère 2030[réf. nécessaire].
L’investissement de Micron répondra à la demande croissante de composants de stockage essentielle à toute l'informatique. La mémoire et le stockage représentent aujourd’hui environ 30% du marché des semi-conducteurs. La consommation de ces composants se fait notamment dans les domaines des smartphones 5G riches en fonctionnalités au cloud basé sur l’IA, l’automobile et une diversité d’appareils utilisateur.

### Samsung Electronics
En mai 2021, Samsung Electronics a annoncé l’investissement de 151 milliards de dollars dans les composants électronique logiques et la fonderie des semi-conducteurs.
Cet investissement permettra d’accélérer la recherche sur la technique de pointe des procédés de semi-conducteurs et la construction d’une nouvelle installation de production à Pyeongtaek qui sera achevée en 2022, produisant des puces logiques DRAM 14nm et 5nm.

### SK Hynix
En avril 2021, la société Sud-Coréenne SK Hynix a annoncé la construction d’une usine de production pour le montant de 106,35 milliards de dollars. Ce centre de développement et de production abritera quatre énormes usines de fabrication de semi-conducteurs. Elles seront situées sur un site de 4,15 millions de mètres carrés, ce qui fera de celui-ci l’un des plus grands centres de production de semi-conducteurs au monde.
Ce nouveau centre sera situé près de Yongin, en Corée du Sud, à 50 kilomètres au sud de Séoul. Les nouvelles usines seront utilisées pour fabriquer différents types de DRAM en utilisant les techniques de production à venir de SK Hynix, la lithographie ultraviolette extrême (EUV).

### TI (Texas Instrument)
En février 2022, Texas Instrument prévoit d’investir 3,5 milliards de dollars par an jusqu’en 2025 dans les puces semi-conductrices pour lutter contre la pénurie, puis 10% de son chiffre d’affaires annuel chaque année dans les puces entre 2026 à 2030.

### TSMC (Taiwan Semiconductor Manufacturing Company)
En avril 2021, TSMC (Taiwan Semiconductor Manufacturing Company) a annoncé un investissement de 100 milliards de dollars sur 3 ans pour répondre à la demande de puces. Cet investissement servira à augmenter la capacité de ses usines.
En plus de cet investissement, en novembre 2021, TSMC a annoncé s’associer avec Sony pour une nouvelle usine de puces de 7 milliards de dollars au Japon. La nouvelle usine, ne se concentrera pas sur les puces de pointe, mais plutôt sur les anciens processus 22nm et 28nm dans le but de combler les pénuries d’approvisionnement pour les puces plus anciennes, ce qui a régulièrement eu un impact sur tous les systèmes embarqués, des voitures aux smartphones.
La construction de la nouvelle usine ne commencera pas avant 2022, la production ne devant pas commencer avant « la fin de 2024 ».

### Toshiba
En février 2022, Toshiba Corp a annoncé qu’elle investirait environ 125 milliards de yens (1,09 milliard de dollars américains) pour doubler la production de semi-conducteurs de gestion de l’alimentation, dans le but de rattraper les géants des puces de puissance tels qu’Infineon Technologies.
En fonction de la demande, la nouvelle usine de Toshiba pourrait s’agrandir davantage avec des investissements supplémentaires, a déclaré le porte-parole.

### UMC
En février 2022, l’entreprise UMC (United Microelectronics Corporation) a annoncé que son conseil d’administration a approuvé un plan de 5 milliards de dollars visant à construire une nouvelle usine de fabrication de pointe à côté de sa fabrication existante de 300 mm à Singapour.

### Gouvernement Américain
En mars 2022, le Sénat des États-Unis adopte un projet de loi de 52 milliards de dollars de subventions américaines pour la fabrication de puces semi-conductrices.
Néanmoins le projet divise au sein des sénateurs puisque l’investissement du sénat n’aurait pas de retour de la part des entreprises. « Les gains financiers réalisés par ces entreprises doivent être partagés avec le peuple américain, pas seulement avec les riches actionnaires », a déclaré Bernie Sanders, sénateur indépendant.

### Gouvernement Chinois
En mars 2022, le gouvernement chinois a annoncé la dépense d’une somme de 150 milliards de dollars d’ici 2030 pour relancer la production de semi-conducteurs.
Produisant 36% de l’électronique mondiale, la Chine est le plus grand fabricant de puces au monde, démontrant la supériorité du pays dans la chaîne d’approvisionnement mondiale de l’électronique. En outre, il s’agit du deuxième marché de consommation en importance, après les États-Unis, pour les appareils électroniques contenant des semi-conducteurs.
Malgré la domination de la Chine dans la fabrication de produits électroniques, sa production collective de puces n’est pas suffisante pour répondre aux exigences du pays. Pour l’instant, elle ne représente que 7,6% des ventes mondiales totales de semi-conducteurs, mais ce nombre augmente en raison du plan du gouvernement visant à augmenter sa production de puces.